# Stětí Jana Křtitele (Caravaggio)
Stětí Jana Křtitele je obraz, který namaloval italsky barokní malíř Caravaggio během svého pobytu na Maltě mezi maltézskými rytíři. Mnozí ho pokládají za umělcovo největší mistrovské dílo.
Obraz je největším plátnem, které Caravaggio namaloval. Zachytil na něm okamžik, kdy ještě kat odděloval nožem Janovu hlavu od těla. Plačící stará žena, strážce i kat jsou na obraze znázorněni jako prostí lidé v napjaté situaci, v době, kdy i jejich přičiněním umírá bezbranný člověk.
Caravaggio byl dlouhý čas za své tvrdě naturalistické ztvárnění této události kritizován.
Pravděpodobně toto své dílo autor vysoce hodnotil, protože je to jediný jeho obraz, který podepsal. Podpis je překvapivě v krvavé skvrně vytékající z odříznuté hlavy mučedníka Jana.